# Citopatologia
La citopatologia o citologia patologica è una branca della patologia clinica e dell'anatomia patologica che consiste nell'analisi delle cellule presenti nei vari tessuti, ma soprattutto in alcuni fluidi corporei. Il principale campo di applicazione della citopatologia è quello oncologico, inteso non solo come diagnosi di neoplasie già presenti, ma anche come individuazione di eventuali cellule precancerose in un contesto di prevenzione.
Il medico greco Georgios Papanicolaou è considerato il pioniere della citopatologia, avendo iniziato a dedicarvisi nel 1928.
Le tecniche di citopatologia sono volte a studiare nel dettaglio la struttura intracellulare, valutando l'aspetto del citoplasma, dei nuclei e i meccanismi di formazione di eventuali aggregati cellulari, formulando ipotesi diagnostiche sulla base di questo tipo di analisi. I reperti citologici, all'ispezione visiva, possono risultare aspecifici oppure peculiari per una determinata condizione patologica, come nel caso dell'amiloidosi, malattia nella quale la matrice extracellulare viene progressivamente invasa da materiale proteico non solubile e da proteine a basso peso molecolare.
I preparati di microscopia ottica necessari per lo svolgimento dei test citopatologici possono essere spalmati su normali vetrini portaoggetti; questa tecnica prende il nome di striscio su vetrino. I preparati possono anche essere ottenuti mediante procedure come la centrifugazione.

## Applicazioni
La citopatologia può risultare importante in vari ambiti: ad esempio, il Pap test, tecnica di screening che prevede il prelievo di una piccola quantità di cellule del collo dell'utero per individuarne mediante esame istologico eventuali alterazioni patologiche, è una procedura di citopatologia.
Alcuni prelievi citologici possono essere effettuati mediante esfoliazione: è soprattutto il caso del cavo pleurico e della cavità peritoneale, in quanto le cellule di interesse si trovano immerse nei rispettivi fluidi.
Mediante l'analisi dell'espettorato o grazie a tecniche endoscopiche, come la broncoscopia e la spazzolatura bronchiale, è possibile prelevare le cellule del'apparato respiratorio giudicate meritevoli di analisi.

Campione citopatologico, indicativo di carcinoma, che mostra un cluster tridimensionale di cellule cancerose a livello della membrana sierosa
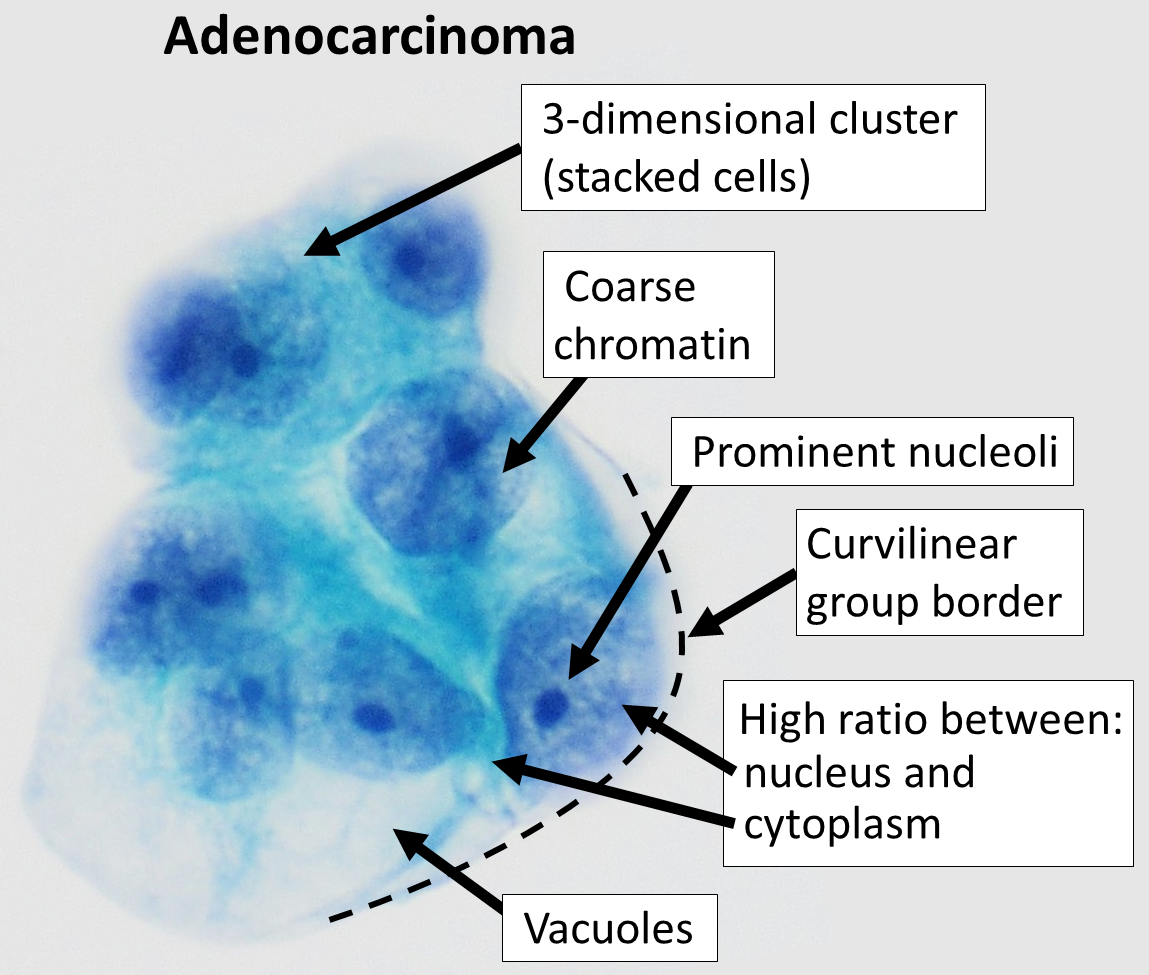
Un adenocarcinoma rilevato mediante Pap test; sono indicati i rilievi citopatologici tipici di questo tipo di tumore
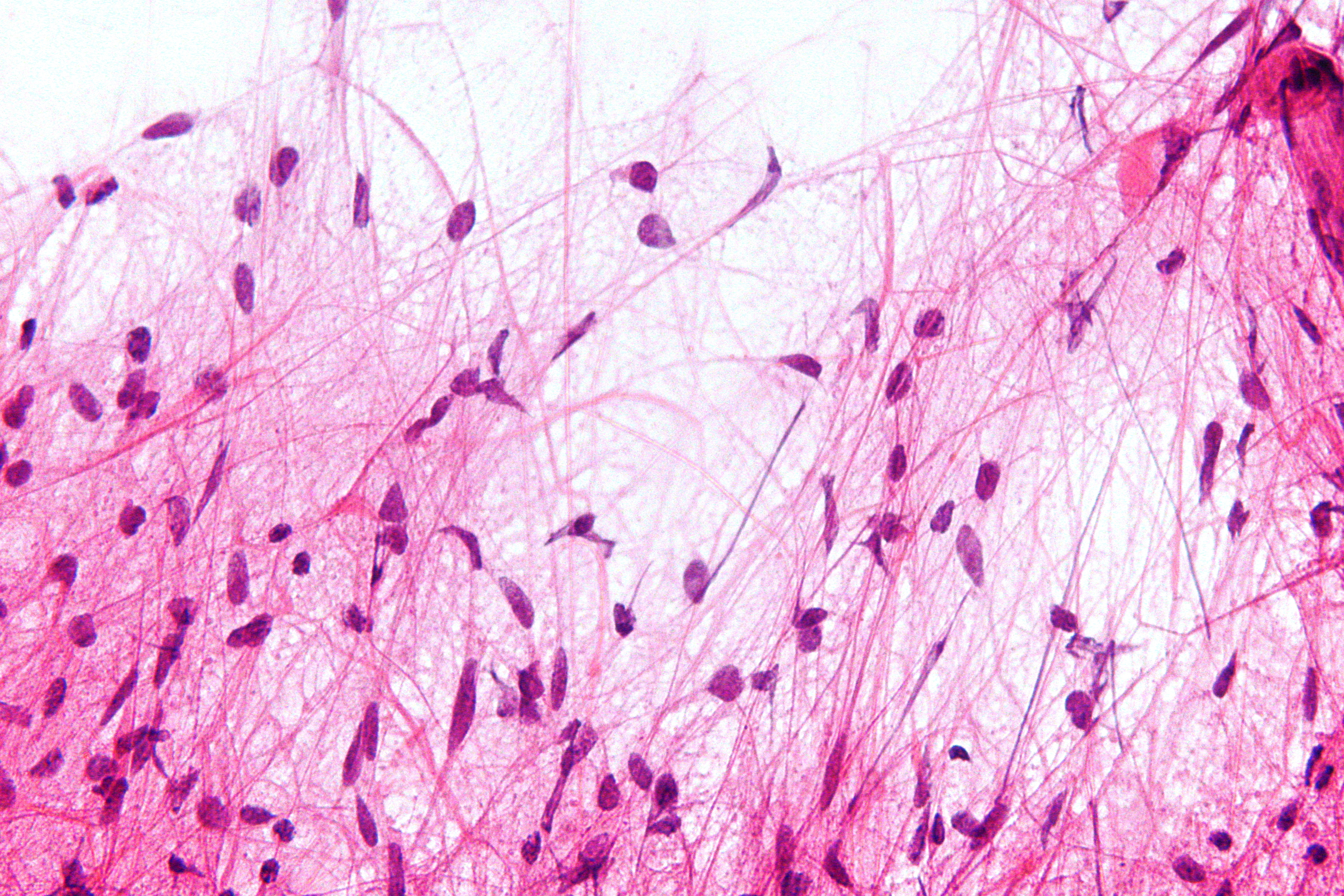
Colorazione con ematossilina eosina di cellule di astrocitoma pilocitico: si notano cellule caratteristiche, bipolari, con lunghi filamenti detti pilocitici dal momento che hanno una forma simile a quella dei capelli